# Enciklopedijska natuknica
Enciklopedijska natuknica, važan je dio enciklopedijskoga članka jer je ona riječ ili sintagma koja opisuje o čemu se govori u članku. Najčešće sadrži ključne riječi kojima na leksikografski dotjeran način, obično abecednim redanjem donosi i objašnjava pojmove, događaje, osobe i znanja općenito. Abacedni popis svih natuknica enciklopedičkoga djela čini abecedarij.
Uz definiciju, tekst, ilustracije, poveznice i popis literature, natuknica je neizostavan dio svakog enciklopedijskog članka.
Predstavlja značajni istraživački doprinos znanstvenoj publikaciji kao što je npr. enciklopedija, priručnik, leksikon i sl.

### Vrste enciklopedijskih natuknica
Enciklopedijska natuknica se može javiti u više različitih oblika npr. može biti jednočlana ili višečlana; može se pojaviti u jednini i množini, u uobičajenom redoslijedu riječi ili u inverziji, često se koriste kratice zbog ekonomičnosti.
Najčešće se piše malim početnim slovom (osim imena).

## Vanjske poveznice
- Hrvatski jezični portal